# Gåsgränd

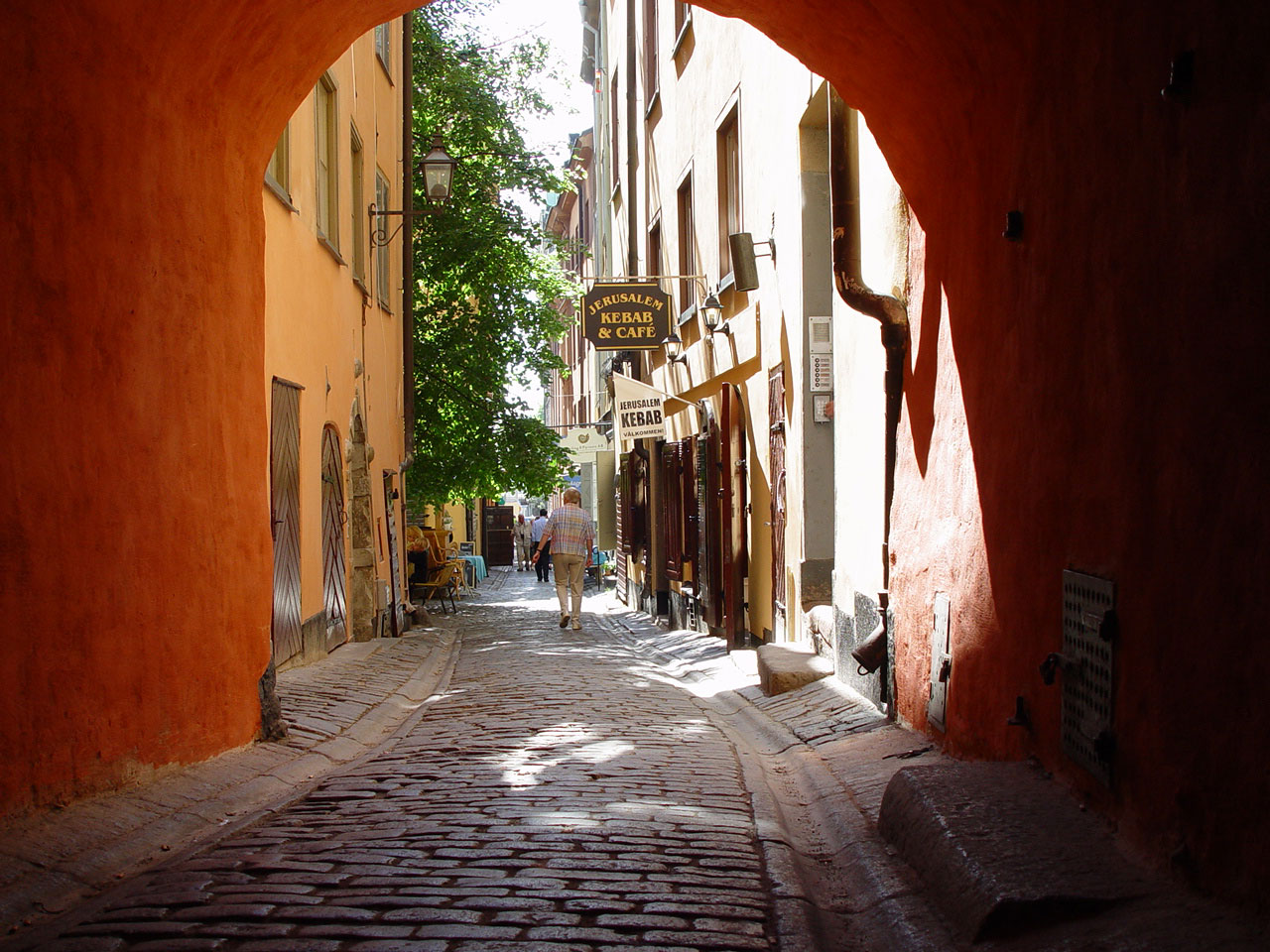
Gåsgränd sedd mot väster genom valvet från Västerlånggatan.

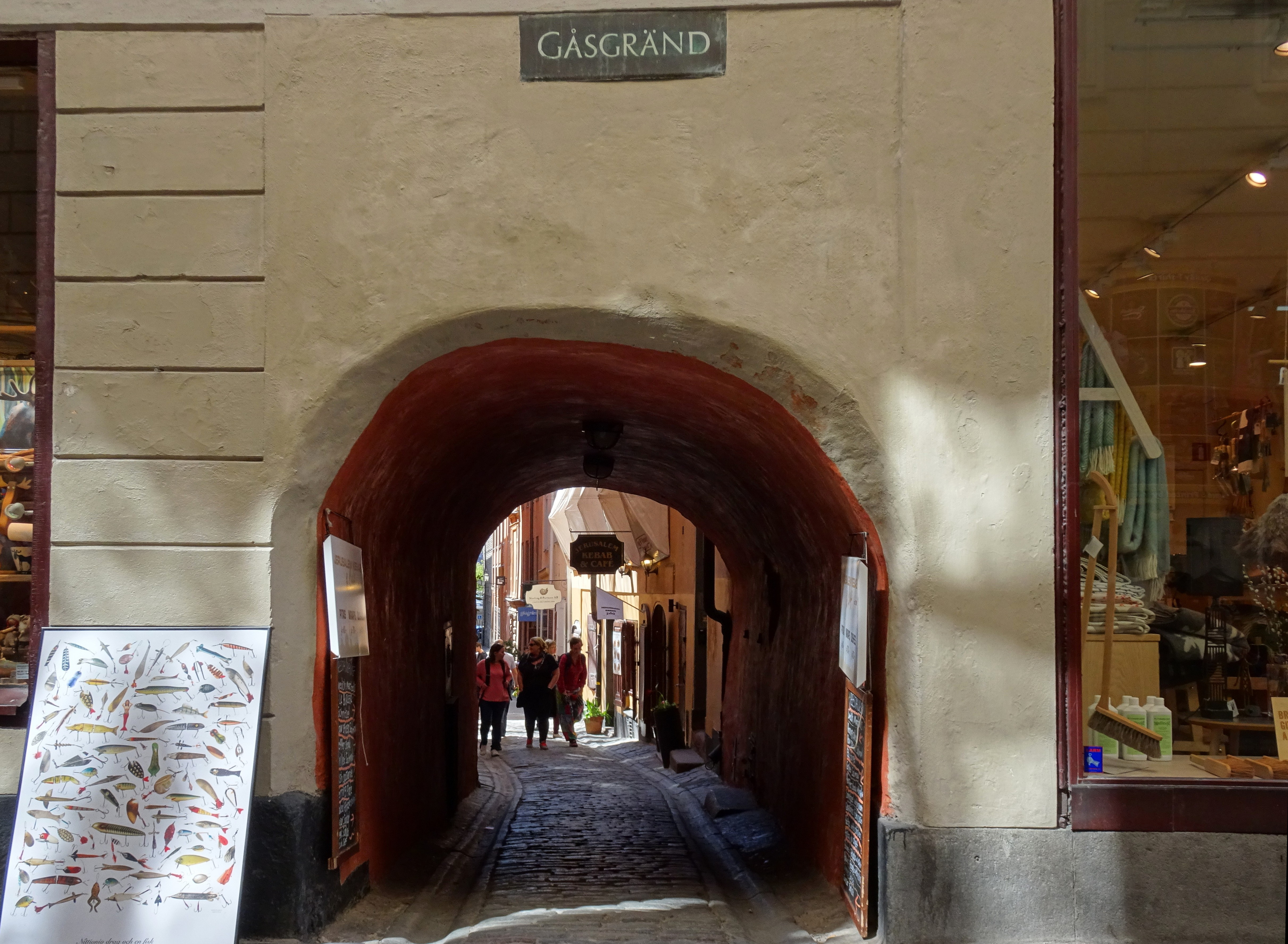
Valvet från Västerlånggatan.

Gåsgränd är en gränd i Gamla stan, Stockholm. Den går mellan Västerlånggatan och Lilla Nygatan / Munkbron. Gränden fick sitt nuvarande namn 1885.

## Historik
Under 1400- och 1500-talen kallades gränden Gragasenne grendh (1492) efter Ragnhild Grågås som ägde ett hus här omkring år 1500. År 1506 talas det om en gård vestan mwr belegen nest offuan Ragnildh Gragassan gardh. På 1600-talet förekommer även namnet Anders Siggessons gränd och under slutet av 1600-talet får den namnet Saltmätaregränd efter Bertil Mattsson Saltmätare som 1652 förvärvade en fastighet vid gränden. På 1700-tals kartor anges Saltmätaregränd för delen mellan Stora och Lilla Nygatan. Sedan 1885 ingår den i Gåsgränden.
År 1796 skapades Gåstorget som ligger vid gränden. Åtgärden skulle underlätta framkomligheten vid brandsläckning och därmed förbättra brandsäkerheten på Stadsholmen.